# Jenny Tamás
Jenny Tamás (* 18. Januar 1990 in Herford) ist eine ehemalige deutsche Eishockeyspielerin ungarischer Herkunft, die über viele Jahre in der deutschen Frauen-Nationalmannschaft aktiv war. Ihr Vater Gabor Tamás war als Spieler unter anderem bei der Herforder EG und ERV Schweinfurt aktiv.

## Karriere
Jenny Tamás wurde in Herford geboren und zog 1996 mit ihren Eltern nach Schweinfurt, Im Alter von drei Jahren nahm sie erstmals einen Eishockeyschläger in die Hand. Ihr Vater Gabor, der einst in der ungarischen Juniorennationalmannschaft aktiv war, emigrierte Ende der 1980er Jahre nach Deutschland und spielte unter anderem für die Herforder EG und den EV Stuttgart. 1996 wurde er Trainer des ERV Schweinfurt, bei dem seine Tochter Jenny bei den Bambinis den Eishockeysport erlernte und fortan als einziges Mädchen in den Nachwuchsmannschaften des Vereins spielte.
In der Saison 2008/09 spielte sie für den ESC Höchstadt in der Landesliga Bayern, verließ den Verein aber im September 2009, um für den Bundesligisten ESC Planegg aufzulaufen. Parallel lief sie weiter für die Junioren des ERV Schweinfurt auf, so dass sie nur einzelne Spiele in der Fraueneishockey-Bundesliga, dem DEB-Pokal der Frauen und der EWHL für Planegg absolvierte.
In der Saison 2011/12 lief sie wider für die Frauenmannschaft des ESC Höchstadt in der Landesliga Bayern auf. Parallel spielte sie ab 2011 für die 1b-Herrenmannschaft des ERV Schweinfurt in der Eishockey-Bezirksliga Bayern, wobei sie zwischen 2012 und 2014 mit dem Fraueneishockey zugunsten ihres Wirtschaftsingenieur-Studiums an der Fachhochschule Würzburg-Schweinfurt aussetzte.
In der Saison 2014/15 lief sie per Doppellizenz bei den EC Bergkamener Bären in der Frauen-Bundesliga auf.

### International
Für die deutsche Frauen-Nationalmannschaft debütierte sie im Alter von 14 Jahren und nahm 2005 mit der Frauen-Auswahl am Air Canada Cup teil. Im Vorfeld der Olympischen Winterspiele 2006 erhielt sie von Bundestrainer Klaus Kathan einen Platz im deutschen Olympiakader, obwohl sie zu diesem Zeitpunkt noch nicht 16 Jahre alt war. Jenny Tamás war mit 16 Jahren die Jüngste im deutschen Olympiakader und belegte mit dem Nationalteam den fünften Platz im olympischen Eishockeyturnier. Sie selbst lief in fünf Partien auf, in denen sie einen Assist bei drei Torschüssen und einer Plus/Minus-Wertung von −2 erreichte.
Weitere Einsätze bei großen internationalen Turnieren folgten bei den Weltmeisterschaften 2007, 2008 und 2009 sowie bei der U18-Frauen-Weltmeisterschaft 2008. Insgesamt absolvierte sie bis 2011 95 Länderspiele, in denen sie 3 Tore und 12 Assists erzielte. Damit liegt sie auf Rang 33 der Liste der Rekordnationalspielerinnen Deutschlands.

## Erfolge und Auszeichnungen
- 2010 Gewinn des DEB-Pokals mit dem ESC Planegg

## Karrierestatistik

### International
(Legende zur Spielerstatistik: Sp oder GP = absolvierte Spiele; T oder G = erzielte Tore; V oder A = erzielte Assists; Pkt oder Pts = erzielte Scorerpunkte; SM oder PIM = erhaltene Strafminuten; +/− = Plus/Minus-Bilanz; PP = erzielte Überzahltore; SH = erzielte Unterzahltore; GW = erzielte Siegtore; 1 Play-downs/Relegation; Kursiv: Statistik nicht vollständig)